# العلاقات البرتغالية البيلاروسية
العلاقات البرتغالية البيلاروسية هي العلاقات الثنائية التي تجمع بين البرتغال وروسيا البيضاء.

## مقارنة بين البلدين
هذه مقارنة عامة ومرجعية للدولتين:
| وجه المقارنة                                              | البرتغال                                                  | روسيا البيضاء                    |
| --------------------------------------------------------- | --------------------------------------------------------- | -------------------------------- |
| المساحة (كم2)                                             | 92.21 ألف                                                 | 207.60 ألف                       |
| عدد السكان (نسمة)                                         | 10.60 مليون                                               | 9.50 مليون                       |
| الكثافة السكانية (ن./كم²)                                 | 114.95                                                    | 45.76                            |
| العاصمة                                                   | لشبونة                                                    | مينسك                            |
| اللغة الرسمية                                             | اللغة البرتغالية، اللغة الميراندية                        | اللغة البيلاروسية، اللغة الروسية |
| العملة                                                    | يورو، اسكودو برتغالي                                      | روبل بلاروسي                     |
| الناتج المحلي الإجمالي (بليون دولار)                      | 217.57 مليار                                              | 54.44 مليار                      |
| الناتج المحلي الإجمالي (تعادل القوة الشرائية) بليون دولار | 307.82 مليار                                              | 168.35 مليار                     |
| الناتج المحلي الإجمالي الاسمي للفرد دولار أمريكي          | 19.22 ألف                                                 | 5.74 ألف                         |
| الناتج المحلي الإجمالي للفرد دولار أمريكي                 | 28.76 ألف                                                 | 18.18 ألف                        |
| مؤشر التنمية البشرية                                      | 0.830                                                     | 0.798                            |
| رمز المكالمات الدولي                                      | +351                                                      | +375                             |
| رمز الإنترنت                                              | .pt                                                       | .by، .бел                        |
| المنطقة الزمنية                                           | توقيت غرب أوروبا، توقيت غرب أوروبا الصيفي، أوروبا/لشبونة ‏ | ت ع م+03:00                      |

## منظمات دولية مشتركة
يشترك البلدان في عضوية مجموعة من المنظمات الدولية، منها:
| علم المنظمة | اسم المنظمة                               | تاريخ انضمام البرتغال | تاريخ انضمام روسيا البيضاء |
| ----------- | ----------------------------------------- | --------------------- | -------------------------- |
|             | اتفاقية السماوات المفتوحة                 | ?                     | ?                          |
|             | منظمة الأمن والتعاون في أوروبا            | 25 يونيو 1973         | 30 يناير 1992              |
|             | مؤسسة التمويل الدولية                     | 8 يوليو 1966          | 2 نوفمبر 1992              |
|             | منظمة حظر الأسلحة الكيميائية              | ?                     | ?                          |
|             | الأمم المتحدة                             | 14 ديسمبر 1955        | 24 أكتوبر 1945             |
|             | الاتحاد الدولي للاتصالات                  | 1866                  | 7 مايو 1947                |
|             | منظمة الشرطة الجنائية الدولية             | ?                     | ?                          |
|             | البنك الدولي للإنشاء والتعمير             | 29 مارس 1961          | 10 يوليو 1992              |
|             | الاتحاد البريدي العالمي                   | ?                     | ?                          |
|             | المركز الدولي لتسوية المنازعات الاستشارية | 1 أغسطس 1984          | 9 أغسطس 1992               |
|             | وكالة ضمان الاستثمار متعدد الأطراف        | 6 يونيو 1988          | 3 ديسمبر 1992              |
|             | يونسكو                                    | 11 مارس 1965          | 12 مايو 1954               |
|             | مجموعة الموردين النوويين                  | ?                     | ?                          |

## وصلات خارجية
- موقع وزارة الخارجية البرتغالية
- موقع وزارة الخارجية البيلاروسية